# La Marche de l'ampleur
 (janvier 2022).
- Si vous ne connaissez pas le sujet, laissez ce bandeau (vous pouvez alors contacter les auteurs).
- Si vous supprimez le contenu mis en cause (vous pouvez préalablement contacter les auteurs),

argumentez précisément cette suppression dans la page de discussion
(un manque de référence n'est pas un argument ; une recherche réelle de référence doit avoir été effectuée, être formellement documentée).
 (janvier 2014).
Si vous disposez d'ouvrages ou d'articles de référence ou si vous connaissez des sites web de qualité traitant du thème abordé ici, merci de compléter l'article en donnant les références utiles à sa vérifiabilité et en les liant à la section « Notes et références ».
Albums de Faubourg de Boignard
Terra Gallica
(1998)
Sorti en CD en juin 2008, La Marche de l'ampleur est le quatrième album studio du groupe de folk rock progressif français Faubourg de Boignard. D'une durée de 43 minutes et 11 secondes, il compte 10 titres instrumentaux et un seul titre "conté" par Raphaël Thiéry : Dans mon faubourg.

## Liste des titres
| No  | Titre                                     | Auteur                 | Durée |
| --- | ----------------------------------------- | ---------------------- | ----- |
| 1.  | Bourrée à Ythier (Trad. Auvergne)         |                        | 3:39  |
| 2.  | La marche de l'ampleur                    | Gris, Raillard, Thiéry | 4:25  |
| 3.  | Dans mon faubourg                         | Gris, Raillard, Thiéry | 4:36  |
| 4.  | Petite musique de chanvre                 | Gris, Raillard, Thiéry | 4:02  |
| 5.  | Debout les Sarkophages                    | Gris, Raillard, Thiéry | 3:31  |
| 6.  | La Francine                               | Gris, Raillard, Thiéry |       |
|     | Le charretier et la blonde (Trad. Morvan) |                        |       |
| 7.  | La Cave se rebiffe                        | Gris, Raillard, Thiéry | 2:17  |
| 8.  | La Frasnoise                              | Gris, Raillard, Thiéry |       |
|     | Place du marché                           | Pascal Cranga          |       |
| 9.  | Madame Juliette                           | Gris, Raillard, Thiéry |       |
|     | Bourrée des trois flûteux                 | Vincent Belin          |       |
| 10. | Calme                                     | Eric Montbel           | 4:15  |
| 11. | Les feux de la Saint Jean (Trad. Hongrie) |                        | 3:33  |

Enregistré au printemps 2008 à Lavault (Côte d'Or) et à Sornay (Haute-Saône)

## Précisions
Ce premier album studio depuis Terra Gallica (sorti dix ans plus tôt !) compte une majorité de compositions du groupe désormais réduit au trio Thiéry / Raillard / Gris. Tous les titres de l'album sont arrangés par Didier Gris.
Le groupe interprète pour la première fois l'album dans son intégralité à l'occasion de son concert à Saulieu le 4 octobre 2008. Raphaël Thiéry introduit la plupart des titres par une histoire (parfois en lien avec l'actualité) absente de la version studio de l'album. C'est notamment le cas de "Bourrée à Ythier", le titre qui ouvre le concert et surtout de "La Francine" qui bénéficie d'un long développement.

## Commentaires
Ce nouvel opus plus dépouillé que Terra Gallica apparaît à la première écoute moins sophistiqué mais révèle finalement toutes ses subtilités après quelques nouvelles écoutes. L'album dégage un charme envoûtant, de par la cohérence de l'ensemble, la qualité et la diversité des climats (bourrée, scottish...), l'inspiration traditionnelle des compositions et la domination sur tous les titres de la cornemuse souveraine de Raphaël Thiéry, véritable marque de fabrique du "son Faubourg de Boignard".
Un traditionnel (auvergnat) entraînant ouvre l'album et un autre (hongrois) non moins entraînant le clôt.
L'instrumental "La marche de l'ampleur" qui donne donc son titre à l'album est un nouvel hymne à la cornemuse à ranger à côté des autres grands hymnes du groupe, les instrumentaux désormais classiques "Terra Gallica", "La Ravine" et autre "Adieu les filles" (ce dernier étant l'hymne morvandiau par excellence).
Le groupe fait preuve ici d'un humour guilleret dans le jeu de mots de l'intitulé de quelques instrumentaux : "La marche de l'ampleur", "Petite musique de chanvre", "Debout les Sarkophages", "La Cave se rebiffe".
Trois compositions se mélangent avec un autre air, soit un traditionnel, soit une reprise d'un compositeur étranger au groupe : "La Francine" avec un traditionnel du Morvan ; "La Frasnoise" avec un instrumental de Pascal Cranga ; "Madame Juliette" avec un air de bourrée de Vincent Belin.
On retrouve dans cet album la sensibilité du groupe et son ouverture au monde dans la célébration des enfants d'un continent oublié - l'Afrique - dans la pièce "Dans mon faubourg" au texte conté poignant et aux arrangements très soignés.
"Calme" est une composition bien-nommée du célèbre cornemuseux Eric Montbel, reprise ici en hommage à celui qui a donné à Raphaël Thiéry l'envie de jouer de la cornemuse.
Les accents orientalisants du dernier titre "Les Feux de la Saint Jean" à la mélodie enjouée rappellent irrésistiblement ceux de "Faubourg de Barbès", l'un des grands moments de Terra Gallica.